# هانس مسمر
هانس مسمر (انگلیسی: Hannes Messemer؛ ۱۹ مهٔ ۱۹۲۴ – ۲ نوامبر ۱۹۹۱) یک هنرپیشه اهل آلمان بود. 
از فیلم‌ها یا برنامه‌های تلویزیونی که وی در آن نقش داشته است می‌توان به فرار بزرگ، شیطان در شب آمد، پرونده اودسا، ژنرال دلا روره اشاره کرد.